# Gölen (Skedevi socken, Östergötland, 653025-151423)
Gölen är en sjö i Finspångs kommun i Östergötland och ingår i Nyköpingsåns huvudavrinningsområde.